# Укерланд
Укерланд (њем. Uckerland) општина је у њемачкој савезној држави Бранденбург. Једно је од 34 општинска средишта округа Укермарк. Према процјени из 2010. у општини је живјело 3.121 становника. Посједује регионалну шифру (AGS) 12073579.

## Географски и демографски подаци
Укерланд се налази у савезној држави Бранденбург у округу Укермарк. Општина се налази на надморској висини од 82 метра. Површина општине износи 166,2 km². У самом мјесту је, према процјени из 2010. године, живјело 3.121 становника. Просјечна густина становништва износи 19 становника/km².